# Jimmy Slyde
Jimmy Slyde (né James T. Godbolt le 2 octobre 1927 et mort le 16 mai 2008) était connu en tant que roi du Slide (King of Slides). C'était un danseur de claquettes américain de renommée mondiale, célèbre surtout grâce à son style innovant et empreint de jazz. Le terme Slide en claquettes désigne un ensemble de pas glissés, souvent pieds à plat sur le sol, qui emmenait Dr Slyde d'un bout à l'autre de la scène lors de grandes envolées.

## Biographie
Jimmy Slyde est probablement né en 1927 à Atlanta (Géorgie, États-Unis). Sa famille déménage à Boston où il grandit. Après avoir assisté à une représentation de Bill Robinson, Jimmy Slyde débute les claquettes à 12 ans auprès de Stanley Brown au New England Conservatory of Music (Conservatoire de musique de la Nouvelle Angleterre). Peu après, il forme un duo: "Les Slyde Brothers" avec un autre étudiant: Jimmy "Sir Slyde" Mitchell. Jimmy Slyde commence à jouer avec plusieurs Big Bands à travers les États-Unis dans les années 1940 et au début des années 1950. Il danse régulièrement sur les orchestres de Duke Ellington et Count Basie. Dans les années 1960, il voyage à Paris et danse en Europe pendant 6 ans.
La réputation de Jimmy Slyde connaît un sérieux rebond dans les années 1980 aux États-Unis. Il danse dans trois films majeurs : Cotton Club, Tap, et Autour de minuit ('Round Midnight) ainsi qu'à la télévision. Il participe avec Steve Condos à un programme d'improvisation jazz au Smithsonian Institution et tourne à nouveau à travers les États-Unis et en Amérique du Sud. En 1989, Jimmy Slyde est nommé aux Tony Awards pour son apparition dans le Broadway show Black and Blue. Au début des années 1990, Jimmy Slyde a sublimé les fans avec son duo avec la fameuse Caroline Dubois à travers un numéro de claquette unique encore de nos jours..
Ces dernières années, Jimmy Slyde a reçu un certain nombre de distinctions, dont le NEA National Heritage Fellowship Award en 1999 le Charles "Honi" Coles Award en 2001, un Guggenheim Fellowship pour ses chorégraphies en 2003, et un doctorat honorifique en Arts à l'université d'Oklahoma City.
Jimmy Slyde continue à se produire et à enseigner aux États-Unis malgré le temps qui défile, il met l'accent sur la maitrise des bases et les enchainements de slides en cascade juste au-dessus ou même dans le sol.
The Tap Heritage Foundation annonce le décès de Jimmy Slyde le 16 mai 2008. La cause du décès n'est pas confirmée.